# Badminton-Juniorenafrikameisterschaft
Badminton-Juniorenafrikameisterschaften (englisch: All-Africa Junior Badminton Championships) werden seit 1993 ausgetragen. Sie finden in einem zweijährigen Rhythmus statt, sind jedoch in den 2010er Jahren mehrfach ausgefallen oder verschoben worden. Bei den Meisterschaften sind Sportler der Altersklasse U19 startberechtigt.

## Austragungsorte
| Jahr       | Ort          | Land      | Datum                            |
| ---------- | ------------ | --------- | -------------------------------- |
| 1993 (1.)  | Kitwe        | Sambia    | 1993                             |
| 1995 (2.)  | Durban       | Südafrika | April 1995                       |
| 1997 (3.)  | Gaborone     | Botswana  | 18. bis 22. Juli 1997            |
| 1999 (4.)  | Johannesburg | Südafrika | August 1999                      |
| 2001 (5.)  | Lusaka       | Sambia    | 22. bis 26. August 2001          |
| 2003 (6.)  | Kairo        | Ägypten   | 2003                             |
| 2005 (7.)  | Addis Abeba  | Äthiopien | 22. Juli bis 1. August 2005      |
| 2007 (8.)  | Gaborone     | Botswana  | 19. bis 25. August 2007          |
| 2009 (9.)  | Addis Abeba  | Äthiopien | 2. bis 9. August 2009            |
| 2011 (10.) | Maputo       | Mosambik  | 28. bis 30. Juli 2011            |
| 2013 (11.) | Algier       | Algerien  | 14. bis 20. April 2013           |
| 2016 (12.) | Casablanca   | Marokko   | 22. bis 29. August 2016          |
| 2020 (13.) | Cotonou      | Benin     | 25. bis 27. September 2020       |
| 2021 (13.) | Cotonou      | Benin     | 31. August bis 5. September 2021 |
| 2022 (14.) | Rose Hill    | Mauritius | 12. bis 18. Dezember 2022        |
| 2024 (15.) | Thiès        | Senegal   | 8. bis 18. August 2024           |

## Die Sieger
| Saison    | Herreneinzel        | Dameneinzel           | Herrendoppel                             | Damendoppel                          | Mixed                               | Team              |
| --------- | ------------------- | --------------------- | ---------------------------------------- | ------------------------------------ | ----------------------------------- | ----------------- |
| 1993      | keine Daten         | keine Daten           | keine Daten                              | keine Daten                          | keine Daten                         | Südafrika         |
| 1995      | Segun Akinsanya     | Charne du Preez       | Patrice Anodin Li Ying                   | Anneska Davel Charne du Preez        | Dean Potgieter Claire Anderson      | Südafrika         |
| 1997      | keine Daten         | keine Daten           | keine Daten                              | keine Daten                          | keine Daten                         | Mauritius         |
| 1999      | keine Daten         | keine Daten           | keine Daten                              | keine Daten                          | keine Daten                         | Nigeria           |
| 2001      | keine Daten         | keine Daten           | keine Daten                              | keine Daten                          | keine Daten                         | Südafrika         |
| 2003      | keine Daten         | keine Daten           | keine Daten                              | keine Daten                          | keine Daten                         | Ägypten           |
| 2005      | keine Daten         | keine Daten           | keine Daten                              | keine Daten                          | keine Daten                         | Nigeria           |
| 2007      | Jacob Maliekal      | Shareen Matthews      | Mohamed Elsayad Ali Ahmed El Khateeb     | Candace Mann Jennifer Fry            | Reinard Louw Jennifer Fry           | Südafrika         |
| 2009      | Jacob Maliekal      | Alisen Camille        | Jacob Maliekal Jason Coetzer             | Kate Foo Kune Yeldi Louison          | Jacob Maliekal Debbie Godfrey       | Südafrika         |
| 2011      | Mahmoud Elsayad     | Kate Foo Kune         | Andries Malan Prakash Nath               | Elme de Villiers Lee-Ann de Wet      | Andries Malan Jennifer van der Berg | Südafrika         |
| 2013      | Habeeb Bello        | Dorcas Ajoke Adesokan | Aatish Lubah Georges Paul                | Anri Schoonees Lee-Ann de Wet        | Georges Paul Aurelie Allet          | Südafrika         |
| 2016      | Adham Hatem Elgamal | Halla Bouksani        | Yacine Belhouane Samy Khaldi             | Johanita Scholtz Zani van der Merwe  | Yacine Belhouane Sirine Ibrahim     | Ägypten           |
| 2017 2020 | nicht ausgetragen   | nicht ausgetragen     | nicht ausgetragen                        | nicht ausgetragen                    | nicht ausgetragen                   | nicht ausgetragen |
| 2021      | Caden Kakora        | Nour Ahmed Youssri    | Caden Kakora Robert White                | Amy Ackerman Diane Olivier           | Robert White Amy Ackerman           | Südafrika         |
| 2022      | Khemtish Rai Nundah | Fadilah Mohamed Rafi  | Mohamed Hegazy Youssif Mohamed           | Fadilah Mohamed Rafi Tracy Naluwooza | Abed Bukenya Fadilah Mohamed Rafi   | Mauritius         |
| 2024      | Lucas Douce         | Reem Hussien          | Lucas Douce Aidan Yu Kiat Siow Yin Young | Chiara How Hong Elsa How Hong        | Lucas Douce Elsa How Hong           | Mauritius         |